# Loki Patera
Loki Patera is de grootste vulkaan op Io, een maan die om de planeet Jupiter cirkelt. Het is een actieve vulkaan die in 1979 werd gefotografeerd door de ruimtesonde Voyager 1. De vulkaan is genoemd naar de god Loki uit de Noordse mythologie.
De vulkaan produceert de meeste warmte van alle vulkanen uit het zonnestelsel en is energierijker dan de som van alle vulkanen op Aarde. De oppervlakte van de caldera is meer dan 10.000 vierkante kilometer. De vulkaan heeft inclusief de lavameren een diameter van 202 kilometer.
De vulkaan bevindt zich op op 13° 0′ NB, 308° 48′ WL. Ten noorden ligt Amaterasu Patera en ten noordwesten Manua Patera.